# ویک کرو
ویک کرو (انگلیسی: Vic Crowe; ۳۱ ژانویهٔ ۱۹۳۲ – ۲۱ ژانویهٔ ۲۰۰۹) بازیکن و مربی فوتبال اهل ولز بود.
از باشگاه‌هایی که در آن بازی کرده‌است می‌توان به باشگاه فوتبال پیتربورو یونایتد و باشگاه فوتبال استون ویلا اشاره کرد.
وی همچنین در تیم ملی فوتبال ولز بازی کرده‌است.